# Henry-Luc Planchat
Œuvres principales
- Derrière le néant
- La Frontière avenir
- Dédale 1 et 2

Henry-Luc Planchat, né le 1er mars 1953 à Paris, est un traducteur français, également anthologiste et nouvelliste, largement spécialisé dans la science-fiction et la fantasy.

## Biographie
Henry-Luc Planchat est né à Paris le 1er mars 1953.    
Dès le lycée, il écrit et traduit des nouvelles de science-fiction, et crée avec quelques amis le fanzine L'Aube enclavée, qui propose des textes d'auteurs français et des traductions d'auteurs anglo-saxons directement contactés par les soins de l'équipe de rédaction.    
Sa première anthologie professionnelle, Derrière le néant, est publiée en 1973 aux éditions Marabout. Elle reprend quatorze nouvelles traduites de l'anglais issues de la production de L'Aube enclavée. Après la publication de quatre autres anthologies entre 1975 et 1978, chez Marabout, Seghers et 10/18, il se consacre principalement à la traduction, et notamment à celle de l'œuvre d'Ursula K. Le Guin, dans la collection Ailleurs et Demain de Robert Laffont, dirigée par Gérard Klein. Il est l'un des principaux traducteurs de la série d'anthologies Wild Cards (2014-2016) de George R.R. Martin. Il a traduit aussi de nombreux ouvrages de Philip K. Dick  et d'Adrian Tchaikovsky.    
Il est l'auteur de plusieurs ouvrages de vulgarisation technique et informatique, notamment à propos du langage Turbo Pascal en 1989-1990.    
Il est par ailleurs l'auteur d'une douzaine de nouvelles de science-fiction, publiées en revue ou en anthologie entre 1971 et 2002.

## Œuvres

### Nouvelles
- Que chantait un griffon, Horizons du fantastique n°17, 1971.
- Tu pleurais, petit singe, Galaxie (2ème série) n°134, 1975.
- Observations en vallée fermée, Les Soleils noirs d'Arcadie, 1975.
- Plaine de cendres n°38, Mourir au futur, 1976.
- Évocation d'une image de décembre, Univers 08, 1977.
- Prison d'argile, prison d'acier, Fiction n°285, 1977.
- Cendres vives ; la pierre est rude, Mouvance n°3, 1979.
- Gisant (une variation), Rêves sédimentaires, 1982.
- Roquebrune, Mouvance n°7, 1983.
- Partance, Mouvance n°8, 1984.
- Concordance des temps dans un lieu-dit, Univers 1984, 1984 - en collaboration avec Jacques Barbéri.
- Circonstances, Frontières de l'ombre, 1990 - en collaboration avec Jacques Barbéri.
- Regards et pensées (une variation), Phénix n°26, 1991.
- Le Parieur, son frère et les brigands, Nébuleuses n°1, 2002 - en collaboration avec Jacques Barbéri.

### Anthologies
- Derrière le néant, Marabout, 1973.
  - Textes de Michael Moorcock, Ursula K. Le Guin, James G. Ballard, Roger Zelazny, Gordon Eklund, John Sladek, Eric Frank Russell, James Sallis, K.W. Eaton, Larry Niven, Hank Stine, Joe L. Hensley, Cordwainer Smith et Robert Silverberg.
- La Frontière avenir, Seghers, 1975.
  - Textes de George Alec Effinger, James Sallis, Harlan Ellison, Robert Silverberg, Gordon Eklund, R.A. Lafferty, Ursula K. Le Guin, Gene Wolfe, Roger Zelazny, James Tiptree Jr., Samuel Delany et Vonda McIntyre.
- Dédale 1, Marabout, 1975.
  - Textes de Daniel Walther, Dominique Douay, Jean-Pierre Hubert, Pierre Marlson, Jacques Barbéri, Christian Léourier, Pierre Suragne, Christian Vila, Jean-Baptiste Baronian, Yves Frémion, Tony Cartano, Katia Alexandre et Michel Jeury.
- Dédale 2, Marabout, 1976.
  - Textes de Michel Jeury, Daniel Walther, Michel Calonne, Jacques Barbéri, René Durand, Katia Alexandre, Maxime Benoît-Jeannin, Marianne Leconte, Bernard Fischbach et Jean-Pol Laselle.
- Les Fenêtres internes, UGE, coll. "10/18", 1978.
  - Textes de J.G. Ballard, Robert Silverberg, Damon Knight, Christopher Priest, Gordon Eklund, Gene Wolfe, Katia Alexandre, Michael Moorcock, Daniel Walther, Bernard Fischbach, Maxime Benoît-Jeannin, James Tiptree Jr., H.B. Hickey, Jacques Barbéri, Maxim Jakubowski, James Sallis, Alex Vicq, Ursula K. Le Guin, Jean-Pierre Andrevon, Fritz Leiber, R.A. Lafferty, Joan Bernott, Thomas Disch, Josephine Saxton, Dominique Blattlin, Christian Vila, Serge Brussolo, Jean-Jacques Dul, Clarice Bignoux et Stella Bignoux.

### Principales traductions
- Ursula K. Le Guin, L'Autre Côté du rêve, roman, Marabout, 1975.
- Ursula K. Le Guin, Les Dépossédés, roman, Robert Laffont, coll. "Ailleurs et demain", 1975.
- Robert Silverberg, Les Temps parallèles, roman, Marabout, 1976.
- Joanna Russ, L'Autre moitié de l'homme, roman, Robert Laffont, coll. "Ailleurs et demain", 1977.
- Samuel Delany, Triton, roman, Calmann-Lévy, 1977.
- Ian Watson, Ambassade de l'espace, roman, Calmann-Lévy, 1979.
- Ursula K. Le Guin, Le Nom du monde est forêt, roman, Robert Laffont, coll. "Ailleurs et demain", 1979.
- Philip K. Dick, Glissement de temps sur Mars, roman, Robert Laffont, coll. "Ailleurs et demain", 1981.
- Ian Watson, Les Visiteurs du miracle, roman, Calmann-Lévy, 1981.
- Michael Moorcock, Le Chien de guerre, roman, Seghers, 1983.
- Philip K. Dick, Mensonges & Cie, roman, Robert Laffont, coll. "Ailleurs et demain", 1984.
- Christopher Priest, Le Don, roman, Robert Laffont, coll. "Ailleurs et demain", 1986.
- Ursula K. Le Guin, Le Dit d'Aka, roman, Robert Laffont, coll. "Ailleurs et demain", 2000.
- Robert Silverberg, Time Opera, roman, Le Bélial, 2004.
- Lucius Shepard, Louisiana Breakdown, roman, Le Bélial, 2007[7].
- Sean McMullen, Le Voyage de l'Ombrelune, roman, J'ai lu, 2008.
- Sean McMullen, Dragons de verre, roman, J'ai lu, 2008.
- A.A. Attanasio, Le Dragon et la Licorne, roman, Calmann-Lévy, 2009.
- A.A. Attanasio, La Louve et le Démon, roman, Calmann-Lévy, 2009.
- Tom Lloyd, Isak le blanc-regard, roman, Orbit, 2010.
- Tom Lloyd, La Cité en flammes, roman, Orbit, 2011.
- Daniel Keyes, Algernon, Charlie et moi, essai, J'ai lu, 2011.